# 渡边启太
渡边启太（日语：／ Watanabe Keita，1992年3月25日—），日本男子短道速滑运动员，2017年亚洲冬季运动会男子1000米和男子5000米接力铜牌得主、2018年世界短道速滑锦标赛男子5000米接力铜牌得主、2019年世界短道速滑锦标赛男子3000米铜牌得主。